# Janusz Malik
Janusz Grzegorz Malik (* 30. September 1964 in Bielsko-Biała) ist ein ehemaliger polnischer Skispringer.
Malik, dessen älterer Bruder Zbigniew ebenfalls Skispringer war, gab im Alter von 19 Jahren am 18. Dezember 1983 sein Debüt im Skisprung-Weltcup. Bereits in seinem ersten Springen in Lake Placid erreichte er mit dem 13. Platz insgesamt drei Weltcup-Punkte. Im Anschluss daran trat er bei der Vierschanzentournee 1983/84 an, blieb jedoch erfolglos. Bei den Olympischen Winterspielen 1984 in Sarajevo erreichte er auf der Normalschanze den 30. und auf der Großschanze den 46. Platz. Malik startete anschließend noch zu einem Weltcup-Springen in Planica und erreichte dabei auf der Normalschanze mit Platz drei seinen ersten und einzigen Podiumsplatz seiner Karriere. Er beendete die Saison auf dem 42. Platz in der Weltcup-Gesamtwertung.
Nach einem schweren Motorradunfall im Mai 1984 musste Malik seine Karriere beenden.